# الرجحة (ذي السفال)

تعديل مصدري - تعديل

الرجحة محلة تابعة لقرية الحجفار، التابعة لعزلة رعاش بمديرية ذي السفال إحدى مديريات محافظة إب في الجمهورية اليمنية، بلغ تعداد سكانها 39 حسب تعداد اليمن لعام 2004.